# タイヤの空気充填作業者
タイヤの空気充填作業者（タイヤのくうきじゅうてんさぎょうしゃ）とは、タイヤ空気充填作業特別教育を修了した者。

## 概要
- 自動車（二輪自動車を除く）用タイヤの組立てに係る業務のうち、空気圧縮機を用いて行うタイヤに空気を充填する業務

## 受講資格
- 満18歳以上

## 特別教育
- 各講習機関により違う。
- 告示で規定された履修時間は9時間（以上）となっている。

### 講習科目
- 学科

1. タイヤ及びその組込みに関する知識
2. タイヤの空気充填作業に関する知識
3. 関係法令

- 実技

1. タイヤの組込み
2. タイヤの空気充填